# Death's Marathon
Death's Marathon è un cortometraggio muto del 1913 diretto da David W. Griffith.

## Trama
Due soci in affari sono innamorati della stessa donna, che sceglie e sposa uno dei due, il quale però si dimostra ben presto un uomo superficiale, interessato al gioco d'azzardo e meno alla donna. Un giorno, dopo aver perso una grossa somma di denaro a carte, l'uomo disperato tenta il suicidio, telefonando alla donna mentre si punta una pistola alla tempia, mentre il socio in affari corre ad aiutarlo, senza però arrivare in tempo, poiché trova il suo socio ormai già morto. Nel finale la moglie triste accetta un mazzo di fiori dal suo ex spasimante, sorridendo.

## Produzione
Il film fu prodotto dalla Biograph Company, girato nell'aprile 1913 a Hollywood, negli studi della Biograph.

## Distribuzione
Distribuito dalla General Film Company, il film - un cortometraggio in una bobina - uscì nelle sale statunitensi il 14 giugno 1913.

### Data di uscita
IMDb
- USA	14 giugno 1913
- USA	20 agosto 1915	 (riedizione)
- USA       10 dicembre 2002 DVD[1]